# Municipio de Blaine (condado de Smith)
El municipio de Blaine (en inglés: Blaine Township) es un municipio ubicado en el condado de Smith en el estado estadounidense de Kansas. En el año 2010 tenía una población de 48 habitantes y una densidad poblacional de 0,51 personas por km².

## Geografía
El municipio de Blaine se encuentra ubicado en las coordenadas 39°47′6″N 98°40′19″O / 39.78500, -98.67194. Según la Oficina del Censo de los Estados Unidos, el municipio tiene una superficie total de 93.29 km², de la cual 93,25 km² corresponden a tierra firme y (0,04 %) 0,04 km² es agua.

## Demografía
Según el censo de 2010, había 48 personas residiendo en el municipio de Blaine. La densidad de población era de 0,51 hab./km². De los 48 habitantes, el municipio de Blaine estaba compuesto por el 95,83 % blancos, el 4,17 % eran afroamericanos. Del total de la población el 0 % eran hispanos o latinos de cualquier raza.